# Hakob Hakobjan (kunstschilder)
Hakob Hakobjan (Armeens: Հակոբ Հակոբյան) (Alexandrië, 16 mei 1923 - Jerevan, 8 maart 2013) was een Armeens kunstschilder. Halverwege zijn carrière vertrok hij naar de Armeense Sovjetrepubliek, waar hij later werd gekozen in de Opperste Sovjet van Armenië. Zijn werk werd internationaal geëxposeerd, waaronder in Sotheby's in Londen in de week van zijn overlijden.

## Biografie
Hakobjan werd in 1923 in Egypte geboren als zoon van Armeniërs uit het Turkse Anteb die waren gevlucht voor de Armeense Genocide. Hij ging eerst naar het Melkonian-onderwijsinstituut, een Armeense kostschool op Cyprus, en vervolgens naar een middelbare school voor beeldende kunstonderwijs in Caïro. Daarna studeerde hij aan de Académie de la Grande Chaumière in Parijs. Tijdens het vierde World Festival of Youth and Students (WFYS) in 1953 in Boekarest behaalde hij de tweede plaats.
In zijn beginperiode maakte hij vooral kleinere olieverfschilderijen van stillevens en enkelvoudige figuren tegen een achtergrond, waarbij hij thematisch een voorliefde had voor de gewone burger.
In 1961 vertrok hij naar de Armeense Sovjetrepubliek. Zes jaar later werd hij gekozen in de Opperste Sovjet van Armenië. In zijn Sovjet-tijd wijzigde zijn stijl merkbaar en kreeg die steeds meer een Sovjet-karakter. Hij richtte zich vooral op landschappen en stedelijke aanzichten. Verschillende belangrijke werken van zijn hand stammen uit de tweede helft van de jaren zeventig.
Hij werd meermaals onderscheiden, waaronder in 1977 als Volksartiest van de Armeense Sovjetrepubliek en voor een serie aquarellen in 1987 met de staatsprijs van de Sovjet-Unie. Zijn werk werd in binnen- en buitenland geëxposeerd, waaronder in Sotheby's in Londen in de week van zijn overlijden in 2013. Zijn kunst is tegenwoordig te zien in het Museum voor Moderne Kunst en de Nationale Galerij van Armenië, beide in Jerevan, in het Museum voor Oriëntaalse Kunst in Moskou en in tal van privécollecties in binnen- en buitenland.
- Bibliothèque nationale de France: cb119347200 (data)
- Gemeinsame Normdatei: 133151239
- International Standard Name Identifier: 0000 0000 2574 7232
- Library of Congress Control Number: n84079883
- Nationale Bibliotheek van Letland: 000087305
- Système universitaire de documentation: 027268756
- Virtual International Authority File: 77495896
- WorldCat: E39PBJqQxQg97Yb7jrwFTMdvpP